# Центральный (стадион, Одинцово)

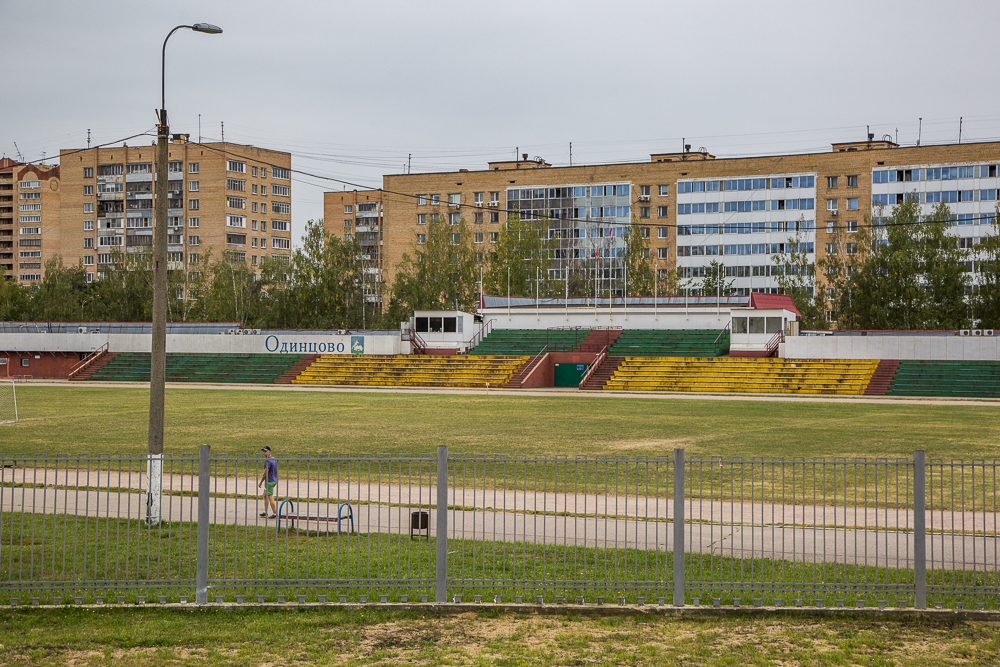
стадион до реконструкции

Центральный — многофункциональный стадион расположенный в подмосковном городе Одинцово.

## История
Стадион для проведения спортивных и массовых мероприятий в городе Одинцово был построен в 1986 году, организацией «Трансинжстрой».
В 2018 году было принято решение о реконструкции стадиона. Было решено возвести новую трибуну и поменять покрытие поля. 13 января 2020 года, стадиону было выдано разрешение на ввод в эксплуатацию. На стадионе появились обновлённая трибуна, рассчитанная на 2,5 тысячи зрителей, искусственное футбольное поле с подогревом площадью более 8 тысяч квадратных метров, информационные табло и мачты освещения.
В сезоне 2021/22 являлся домашней ареной для московской команды «Кайрат». Также стадион должен был принимать домашние матчи ФК «Красава», но по решению президента, клуб переехал на другой стадион.
В сезоне 2022/23 на стадионе один матч провела команда «Торпедо-2» (Москва) (1:2).
соревнования
- Кубок России по футболу: 2021/22
- Чемпионат России по футболу среди женщин: 2021
- Вторая лига России по футболу (2): 2021/22, 2022/23
- Чемпионат Московской области[3]

## Значимые матчи
| Турнир                                        | Стадия  | Дата             | Хозяева            | Соперник   | Счёт | Зрителей | Источник |
| --------------------------------------------- | ------- | ---------------- | ------------------ | ---------- | ---- | -------- | -------- |
| Кубок России по футболу 2021/2022             | 1/64    | 11 августа 2021  | Динамо-Владивосток | Кайрат     | 0:1  | 133      | [ 4 ]    |
| Кубок России по футболу 2021/2022             | Элитный | 25 августа 2021  | Кайрат             | Ротор      | 0:3  | 430      | [ 5 ]    |
| Кубок России по футболу 2021/2022             | Элитный | 22 сентября 2021 | Кайрат             | Ахмат      | 0:3  | 50       | [ 6 ]    |
| Чемпионат России по футболу среди женщин 2021 | 24 тур  | 30 октября 2021  | Чертаново          | Локомотив  | 0:1  | 50       | [ 7 ]    |
| Чемпионат России по футболу среди женщин 2021 | 25 тур  | 6 ноября 2021    | Чертаново          | Рязань-ВДВ | 2:1  | 50       | [ 8 ]    |